# Pałac w Milinie
Pałac w Milinie – zabytkowy pałac w miejscowości Milin.

## Historia
Pałac renesansowy przebudowany w XVIII w. na barokowy. Pierwotnie dwór otoczony fosą, nakryty dachem dwuspadowym.
Piętrowy pałac wybudowany w stylu barokowym, kryty dachem dwuspadowym z trzema wolimi oczyma od frontu. Wejście do pałacu w portalu między pilastrami, podtrzymującymi fronton, zwieńczonymi kamiennymi wazonami. Skrzydła pałacu  w kształcie litery U z trzech stron otaczają dziedziniec zamknięty od zachodu murowaną pergolą, która zastąpiła rozebrane skrzydło.